# Eva Gabor
Eva Gabor (hongarès: Gábor Éva) (pronunciació en : /eɪvə ɡəˈbɔːr, - ˈɡɑːbɔːr/) (Budapest, 11 de febrer de 1919 - Los Angeles, 4 de juliol de 1995) va ser una actriu estatunidenca d'origen hongarès.

## Biografia
Nascuda a Budapest, en una família jueva de classe mitjana hongaresa, és més coneguda pel seu paper de Lisa Douglas, l'esposa del personatge d'Eddie Albert: Oliver Wendell Douglas, a la sèrie Green Acres. Les seves dues germanes, Zsa Zsa Gabor i Magda Gabor, també eren actrius. Totes tres també són conegudes pels seus nombrosos matrimonis i divorcis.
El 1939, es va casar amb Eric Drimmer, un metge suec, després es va divorciar el 1942. L'any següent, es va tornar a casar amb Charles Isaacs i es va divorciar el 1950. De 1956 a 1957, es va casar amb John Williams, un cirurgià estètic nord-americà. El 1959 es va casar amb Richard Brown i es va divorciar el 1972. Més tard es va tornar a casar el 1973 amb Frank Gard Jameson i finalment es va divorciar el 1983.
A la dècada de 1970, Walt Disney Pictures va demanar a Eva Gabor que interpretés personatges amb accent europeu, com ara Duchess a Els Aristogats (1970), després Miss Bianca a Els rescatadors (1977). Amb aquesta pel·lícula, coprotagonitza amb Bob Newhart, la veu de Bernard i protagonista de la sèrie The Bob Newhart Show. La parella Newhart-Gabor va assegurar l'èxit de la pel·lícula quan es va estrenar el 22 de juny de 1977 amb més de 48 milions de dòlars d'ingressos per un pressupost de 7,5 milions de dòlars.
El 1990, va reprendre el paper de Miss Bianca a Bernard i Bianca al país dels cangurs, la seva última participació cinematogràfica.
Eva Gabor va morir el 4 de juliol de 1995, als 76 anys, d'insuficiència respiratòria i pneumònia, a Los Angeles (Califòrnia), arran d'un accident en què va perdre l'equilibri i va caure a la banyera de la Ciutat de Mèxic, on passava les vacances. Està enterrada al Westwood Village Memorial Park Cemetery, Westwood, Califòrnia. Està enterrada no gaire lluny d'Eddie Albert, el seu company a Green Acres, que va morir el 26 de maig de 2005, als 99 anys.

## Filmografia

### Cinema
- 1941: Forced Landing: Johanna Van Deuren
- 1941: Nova York
- 1941: Pacific Blackout: Marie Duval
- 1942: In the Land of Rhythm, de George Marshall
- 1945: A Royal Scandal Comtessa Demidow
- 1946: The Wife of Monte Cristo: M Lucille Maillard
- 1949: Song of Surrender, de Mitchell Leisen: Comtessa Marina
- 1952: Love Island: Sarna
- 1953: Paris Model: Gogo Montaine
- 1954: Captain Kidd and the Slave Girl: Judith Duvall, una esclava
- 1954: The Mad Magician de John Brahm: Claire Ormond
- 1954: L'última vegada que vaig veure París (The Last Time I Saw Paris), de Richard Brooks: Sra. Lorraine Quarl
- 1955: Artists and Models, de Frank Tashlin: Sonia / Senyora Curtis
- 1957: My Man Godfrey, de Henry Koster: Francesca
- 1957: The Truth About Women de Muriel Box: Luisa
- 1957: Don't Go Near the Water: Deborah Aldrich
- 1958: Gigi, de Vincente Minnelli: Liane d'Exelmans
- 1959: It Started with a Kiss: Marquesa de la Rey
- 1963: Samantha (A New Kind of Love), de Melville Shavelson: Félicienne Courbeau
- 1964: Una dona espera (Youngblood Hawke): Fannie Prince
- 1970: Els Aristogats  (The AristoCats): Duquessa (veu)
- 1977: Els rescatadors: Bianca (veu)
- 1979: Nutcracker Fantasy de Takeo Nakamura: Queen of Time (veu)
- 1987: The Princess Academy: Comtessa Von Pupsin
- 1990: The Rescuers Down Under: Bianca (veu)
- 1994: Un noi anomenat North (North): Bianca (veu)

### Televisió
- 1963: Mickey and the Contessa: comtessa Czigoina
- 1965: Green Acres
- 1969: Wake Me When the War Is Over: baronessa Marlene
- 1978: Almost Heaven: Lídia
- 1981: Tales of the Klondike
- 1985: Bridges to Cross: Maria Talbot
- 1990: Return to Green Acres: Lisa Douglas, nascuda Gronyitz